# Delphinium triste
Delphinium triste är en ranunkelväxtart som beskrevs av Fisch. och Dc.. Delphinium triste ingår i släktet storriddarsporrar, och familjen ranunkelväxter. Inga underarter finns listade i Catalogue of Life.